# Хистория
«Хисто́рия» (яп. ヒストリア) — пятый эпизод второго сезона аниме-сериала «Атака титанов».

## Сюжет
Несколько лет назад кадеты 104-го кадетского корпуса завершили учения в снежную бурю, прибыв на базу у подножья горы. После краткого обсуждения среди курсантов, Райнер замечает, что Криста пропала. Микаса говорит, что Криста решила остаться с Дазом, который плохо справлялся с походом, но Райнер говорит, что ни Даз, ни Имир не вернулись. Марко предполагает, что она может быть в отряде Томаса, но Райнер указывает, что его отряд только что закончил свою тренировку, а Имир, Даза и Кристы нигде не видно. Беспокоясь за них безопасность, Эрен предлагает организовать их поиски, и их инструктор говорит, что поиски начнутся следующим утром. Эрен настаивает, что будет слишком поздно, если они отложат поиски, но инструктор говорит, что нельзя рисковать жизнями ещё нескольких курсантов из-за снежной бури.
Криста и Имир пробираются через лес, а Даз без сознания лежит в санях, которые тащит Криста. Имир говорит, что они выживут, только если бросят Даза и отправятся на базу вместе, но Криста настаивает, что они все смогут выжить, если Имир пойдёт вперёд одна, а Криста заберёт Даза. Имир замечает, что Криста ни разу не попросила о помощи за всё их обучение, и она понимает, что Криста не собирается спасать ни Даза, ни себя. Она говорит, что было бы очень противно характеру Кристы привести к смерти Даза, пока она ищет свой собственный героический конец, но Криста настаивает, что это не так.
Имир напоминает о том факте, что ей известно об истинном прошлом Кристы, дочери любовницы дворянина, чья жизнь была в опасности. Вспоминая свои дни до тренировки, Имир рассказывает, что, находясь внутри, она подслушала, как Культ Стен обсуждал существование Кристы. Поскольку незаконнорождённый ребёнок не мог должным образом стать преемником главы семьи, они подумывали о том, чтобы покончить с ней, но в конце концов было решено, что будет достаточно, если дать ей новое имя и неприметную жизнь, что в конечном итоге привело к её поступлению в кадетское училище. Криста задаётся вопросом, поступила ли Имир в кадетский корпус, чтобы найти её, и Имир предполагает, что это может быть связано с тем, что её собственное прошлое было похоже на прошлое Кристы. Криста задаётся вопросом, хотела ли Имир изначально подружиться с ней, но Имир говорит, что они совсем не похожи. В отличие от Кристы, Имир сохранила своё старое имя после того, как начала новую жизнь, и отказаться от своего имени означало бы признать поражение. Живя для себя, она лишает своих врагов их силы. Имир ругает Кристу за то, что она ищет смерти, а не направляет свои чувства на врагов, и Криста говорит, что у них троих больше нет возможности пережить свою миссию.
Имир ведёт Кристу к утёсу, возвышающемуся над базой у подножья горы, и предлагает сбросить Даза с обрыва, чтобы они с Кристой могли добраться до базы живыми. Когда Криста возражает, Имир берёт дело в свои руки и отбрасывает её в сторону, в сугроб.
Имир уходит, пока Криста погружается, и вдалеке видна вспышка света. Когда Криста выбирается из снега и возвращается на утёс, Имир и Даза нигде нет. Вернувшись на базу, Эрен готовится отправиться на поиски остальных, и Микаса и Армин решают помочь. Райнер и Бертольд также решают присоединиться, захватив с собой больше снаряжения для поездки. Конни, Марко и Саша также соглашаются присоединиться. Внезапно снаружи раздаётся громкий треск, подобный раскату грома, и кадеты выходят на улицу, чтобы разобраться.
Вдалеке Саша замечает Имир, волочащую Даза по снегу. Некоторое время спустя прибывает Криста и замечает Имир на базе. Она спрашивает о Дазе, и Имир показывает ей, что Даз в безопасности внутри. Взглянув на утёс с земли, Криста видит, что такой спуск был бы невозможен без верёвки. Имир решает рассказать Кристе, как она спасла Даза, но только если она пообещает жить под своим настоящим именем, когда её секрет в конце концов станет известен всем.
В настоящее время в замке Утгард Имир прыгает в орду титанов, расположенную внизу. Имир думает, что они с Кристой были такими же в юности, ненавидимыми миром и верящими, что всё было бы лучше, если бы они не родились. Чтобы осчастливить многих людей, Имир пожертвовала своей жизнью, но, получив второй шанс, решила жить только для себя. Порезав свою ладонь ножом Конни, она активирует силу титанов и трансформируется в свою собственную форму Зубастого титана.
Титан Имир спускается в орду и начинает убивать неразумных титанов одного за другим. С вершины башни другие солдаты с недоверием наблюдают за происходящим. Райнер и Бертольд в ужасе смотрят на титана Имир, узнав в нём того самого, который съел их друга пять лет назад. Битва Имир сотрясает башню, и Криста чуть не падает, но Райнер подхватывает её в самый последний момент. Она благодарит его, но в момент разобщённости он продолжает держать Кристу за лодыжку, бессознательно сжимая её. После того, как Криста и Конни в конце концов выводят Райнера из этого состояния, он спрашивает Кристу, знала ли она о способностях Имир. Она утверждает, что никогда не знала, несмотря на то, насколько они были близки, и Райнер понимает, что Имир обладает знаниями, которых нет у остального человечества в стенах. Конни говорит, что Имир, по-видимому, осознавала свои силы, в отличие от Эрена, когда он впервые превратился в титана в Тросте. Новобранцы начинают задаваться вопросом, каковы цели Имир.
Имир начинает проигрывать титанаи. Она хватается за кирпичи башни, но отпускает их, когда кирпичи начинают соскальзывать. Остальные понимают, что Имир не хочет падения башни, и что она защищает их, а не убегает. Криста кричит Имир, ругая её за самоотверженность. Она говорит ей жить для себя и разрушить башню, если это то, что нужно, чтобы победить титанов. Услышав слова Кристы, Имир начинает разрушать башню, бросая в титанов кирпичи и щебень. Когда башня начинает рушиться, Имир запрыгивает на вершину и говорит остальным держаться за неё, если они хотят выжить. Титан Имир находит безопасную позицию на вершине башни и обрушивает башню на орду титанов.
После того, как пыль рассеивается, некоторые титаны начинают выбираться из-под обломков. Имир возвращается в бой, но её титан быстро становится побеждённым, так как титаны превосходили её численно. Титаны бросаются на неё и начинают пожирать её титана, разрывая его на части, в то время как новобранцы стоят рядом, не в силах помочь. Криста бежит к Имире, окликая её и напоминая об их обещании. Криста останавливается, как вкопанная, когда титан заворачивает за угол перед ней и протягивает руку, чтобы съесть. Вдруг мимо пролетает Микаса и рассекает титану загривок. Микаса Аккерманн приказывает других новобранцам отойти в сторону, пока Разведкорпус не перебьёт оставшихся титанов.
Титаны умирают один за другим. В Утгард прибыли разведчики из Стохеса под командованием Ханджи. Эрен летит вперёд вопреки приказу и рассекает затылок титану. Это было его первое убийство титана в человеческой форме. Ханджи ругает Эрена за то, что тот рвётся в бой, а другие новобранцы спешат к Эрену, чтобы воссоединиться со своим другом. За короткое время руины Утгарда очищаются от всех титанов. Когда битва закончилась, новички были потрясены, узнав о способности Имир превращаться в титана. Криста приходит в Имир. У не отсутствуют конечности, а тело тяжело изранен. Девушка выполняет своё обещание. Криста раскрывает своё истинное имя — Хистория, и Имир с тёплой улыбкой теряет сознание.

## Отзывы
Шон Сарис на сайте IGN опубликовал рецензию к эпизоду. По его словам, эпизод «хоть и имеет проблемы с ритмом повествования, но разгоняется к концу и делает концовку невероятной». В окончательном вердикте критик сказал, что именно вторая половина серии становится самой сильной из-за «неожиданного превращения Имир» и «желания Имир спасти своих друзей».
Грег Уилер с сайта The Review Geek отметил «отлично поставленное сражение Имир с титанами», а также «интересную сюжетную ветку между Имир и Кристой, которую теперь зовут Хистория». Критик поставил эпизоду оценку 8,5/10.
Панос Коцатанасис с сайта Asian Movie Pulse отметил поражающую анимацию студии WIT, в особенности, зовараживающие экшн-сцены. По мнению критика, второй сезон сериала «действительно заставляет жаждать большего, поскольку откровения истории порождают ещё больше вопросов, и судьба каждого висит на волоске». И именно эпизод «Хистория» наряду с двумя последующими и последней серией сезона он считает главным отражением этой идеи.